# VfL Sankt Augustin
Der Verein für Leibesübungen Sankt Augustin 1902 e. V. (gegründet als TV Siegburg-Mülldorf 02) ist ein deutscher Sportverein aus Sankt Augustin. Er hat Angebote in den Sportarten Fechten, Tennis, Tischtennis, Turnen, Basketball, Handball und Gesundheitssport. Die Säbelfechter des VfL wurden 1985 Deutscher Mannschaftsmeister.

## Geschichte
Der Verein wurde am 26. Juni 1902 im Lokal Neuhöfer durch 40 Mitglieder gegründet. Zu Beginn der 1920er Jahre begann der Verein das Handballspielen, womit er einer der Erstlingsvereine des Westdeutschen Handballverbandes war. Am 17. und 18. Juni 1933 richtete der TV Siegburg-Mülldorf das erste Turnfest des Bezirks Sieg der Deutschen Turnerschaft aus. Die Tischtennisabteilung wurde 1969, die Tennisabteilung 1971 und die Abteilung Fechten 1979 gegründet. Eine Mitgliederversammlung beschloss am 6. Juni 1973 die Namensänderung in VfL Sankt Augustin, womit der kommunalen Neuordnung Rechnung getragen wurde.
Sportstätten des Vereins waren der Saal Weber an der Bonner Straße, ab den 1930er Jahren das Stadion am Siegdamm, seit 1957 die Turnhalle am Siegdamm und seit 1988 die Mehrzweckhalle in Mülldorf. Seit 1980 hat der Verein zudem eine eigene Tennisanlage mit drei Plätzen, an die seit 1983 ein Clubhaus und inzwischen auch eine Boulebahn angeschlossen ist.

## Handball
Die erste Feldhandballmannschaft des VfL wurde in der Saison 1921/22 aufgestellt. 1934/35 gewann die 1. Mannschaft die Gauliga Mittelrhein und nahm dadurch an der Deutschen Feldhandball-Meisterschaft 1934/35 teil, zu der mehr als tausend Zuschauer in das Stadion am Siegdamm kamen. 1936 wurde die Mannschaft Landesmeister, ab 1953 spielte sie in der Oberliga, ehe 1971 auf Hallenhandball umgestiegen wurde. Die erste Damenmannschaft spielte von 1995 bis 1999 in der Regionalliga, der dritthöchsten deutschen Spielklasse. Ab 2008 gab es eine Spielgemeinschaft mit dem TuS Niederpleis, inzwischen ruht der Spielbetrieb.

## Fechten
Die Fechtabteilung wurde 1979 von Bundestrainer Siegfried Prediger aus Ungarn gegründet, der zuvor beim OFC Bonn war und als Sportlehrer am Rhein-Sieg-Gymnasium arbeitete. Bereits ein Jahr später konnten im Säbel erste Erfolge erzielt werden: Die Mannschaft wurde dritter bei den Deutschen Meisterschaften, Jürgen Nolte gewann im Einzel sowohl bei den Junioren als auch bei den Aktiven. Insgesamt wurde er in den Jahren 1980 bis 1990 8 mal Deutscher Einzelmeister und hält damit bis heute den Rekord als erfolgreichster Säbelfechter bei Deutschen Meisterschaften. Für den VfL startete er 1984 bei den Olympischen Sommerspielen in Los Angeles, bei denen er im Einzel den 15. Platz und mit der Mannschaft den 4. Platz erreichte.
Größter Erfolg des Vereins war der Gewinn der Deutschen Mannschaftsmeisterschaft 1985 durch Jürgen Nolte, Gerold Boch, Roland Redelin, Imri Dobos, Claus-Dieter Stotzem und Markus Dreiner gegen den favorisierten OFC Bonn. Nolte verließ 1986 den Verein und wechselte nach Bonn, trainierte aber weiterhin in Sankt Augustin. Als erster Deutscher gewann er 1988 einen Säbel-Weltcup und belegte im selben Jahr bei der Olympiade in Seoul den achten Platz, mit der Mannschaft wurde er dort 6. Nolte wurde 1989 Vize-Weltmeister sowie 1990 und 1991 WM-Dritter mit der Mannschaft. Bei den Olympischen Spielen in Barcelona 1992 erreichte er im Einzel erneut den achten Platz, die deutsche Säbelmannschaft wurde Fünfter.

## Nachweis
1. ↑  Vereinsgeschichte. In: vfl-augustin.de. Abgerufen am 18. Juni 2019.
2. ↑  Turngeschichte. In: vfl-augustin.de. Abgerufen am 18. Juni 2019.
3. ↑  Tennis. In: vfl-augustin.de. Abgerufen am 18. Juni 2019.
4. ↑  Tennisgeschichte. In: vfl-augustin.de. Abgerufen am 18. Juni 2019.
5. ↑  Handballgeschichte. In: vfl-augustin.de. Abgerufen am 18. Juni 2019.
6. ↑  Handball. In: vfl-augustin.de. Abgerufen am 18. Juni 2019.
7. ↑  Deutscher Junior. In: fechten.org. Deutscher Fechter-Bund, abgerufen am 18. Juni 2019.
8. ↑  Deutsche Meister. In: fechten.org. Deutscher Fechter-Bund, abgerufen am 18. Juni 2019.
9. ↑  Mannschaftsmeister. In: fechten.org. Deutscher Fechter-Bund, abgerufen am 18. Juni 2019.
10. ↑  Fechtgeschichte. In: vfl-augustin.de. Abgerufen am 18. Juni 2019.